# Экспозиция (психотерапия)
Экспози́ция, экспозицио́нная терапи́я (англ. exposure therapy) — техника в поведенческой психотерапии, применяемая для лечения тревожных расстройств. Суть техники заключается в экспозиции пациента к источнику тревоги или её контексту, в отсутствие прямой опасности. Это помогает пациенту преодолеть тревогу или стресс. Процедурно техника похожа на парадигму угасания страха (англ. fear extinction), разработанную по результатами экспериментов над лабораторными грызунами.
Исследования продемонстрировали эффективность техники в лечении таких расстройств, как генерализованное тревожное расстройство, социофобия, обсессивно-компульсивное расстройство, посттравматическое стрессовое расстройство и специфические фобии.

## Применение

### Генерализованное тревожное расстройство
Экспозиционная терапия может быть эффективной техникой лечения для людей с генерализованным тревожным расстройством, в особенности экспозиция in vivo, имеющая большую эффективность, чем экспозиция в воображении (англ. imaginal exposure). Цель терапии заключается в выработке здоровой эмоциональной регуляции посредством систематического контролируемого воздействия на пациента травматического стимула.

### Фобии
Экспозиционная терапия является самым эффективным существующим методом лечения фобий. Несколько метаанализов оценивали односессионные лечебные вмешательства длиной 1—3 часа. На четвёртый год после лечения 90% пациентов сохранили значительное снижение уровня страха и избегания, в то время как 65% не демонстрировали вообще никаких симптомов изначальной фобии.
Агорафобия и социофобия достаточно успешно лечатся с помощью экспозиционной терапии.

### Посттравматическое стрессовое расстройство
Экспозиция при ПТСР включает в себя столкновение пациента с соответствующими травматическими триггерами с целью ослабления нейронных связей между триггерами и травматическими воспоминаниями (десенситизация). Экспозиции могут включать в себя:
- триггер в реальной жизни (in vivo),
- триггер в воображении,
- экспозиция в виртуальной реальности,
- генерация триггерных ощущений физиологическими способами (интероцептивная экспозиция).

Формы экспозиций могут быть следующие:
- Имплозивная терапия — прямое погружение пациента в триггерные ситуации или воспоминания в безопасной обстановке.
- Систематическая десенсибилизация — постепенное экспозиция пациента ко всё более стрессовым стимулам, связанными с травмой, но при этом не вызывающим посттравматическую стрессовую реакцию.
- Нарративная экспозиционная терапия — письменное описание травматического опыта, с целью его интеграции в общий нарратив жизни пациента, благодаря чему пациент укрепляет осознание своей собственной ценности и своих прав как личности. В основном используется при работе с беженцами в групповом формате[12].
- Длительная экспозиция (англ. Prolonged exposure, PE) — подход к лечению ПТСР, состоящий из двух компонент: экспозиция в воображении и в реальности (in vivo). Экспозиция в воображении включает в себя повторяющийся осознанный пересказ травматических воспоминаний. Экспозиция в реальности включает в себя постепенное столкновение пациента с ситуациями и местами, вызывающими травматические воспоминания или ощущаемыми субъективно опасными (хотя объективно являющиеся безопасными). Рекомендуется Американской психологической ассоциацией в качестве терапии первой линии при ПТСР[13].
- Терапия виртуальной реальности — пациент погружается в травматический опыт при помощи технологий виртуальной реальности (VR).

### Обсессивно-компульсивное расстройство
Экспозиция и предотвращение реакций/ритуалов (англ. exposure and response prevention, ERP or EX/RP) — вариант техники экспозиции, рекомендованный Американской психиатрической ассоциацией и Mayo Clinic как терапия первой очереди для лечения обсессивно-компульсивного расстройства, наиболее подкреплённая клиническими исследованиями.
ERP основана на идее, что терапевтический эффект достигается, когда пациент противостоит своим страхам, но отказывается при этом от применения ритуалов или реакции избегания (компульсий), которые обычно используются пациентом для снижения уровня стресса при ОКР. В рамках терапии пациента сознательно помещают в стрессогенную ситуацию, при этом он должен отказаться от совершения компульсий. По мере роста толерантности к стрессовой ситуации или мыслям пациент осознаёт, что компульсии не обязательны для успешной борьбы со стрессом или тревогой.
Кокрановский обзор клинических исследований 2006 года показал, что ERP-группа показала лучшие результаты, чем контрольная группа листа ожидания или фармакологическое плацебо; максимальную эффективность имеет комбинация ERP и фармакотерапии; эффективность ERP и фармакотерапии по отдельности примерно одинакова.

## Принцип работы и техники
Экспозиционная терапия основана на принципе угасания условного рефлекса. Терапевт определяет, какие мысли, эмоции и физиологические ощущения сопровождают вызывающие страх стимулы, и с помощью столкновения пациента с такими стимулами пытаются разрушить паттерн избегания, который и поддерживает ощущение страха. При этом пациент может прервать процедуру в любой момент.
Существует три основных вида экспозиции. Первый — экспозиция в реальной жизни (in vivo). Пациент сталкивается с вызывающими страх стимулами в реальности. Например, если человек боится публичных выступлений, его могут попросить произнести речь перед небольшой группой людей. Второй вид — экспозиция в воображении, при которой пациента просят представить ситуации, которых он боится. В основном используется, когда объектом страха являются мысли или воспоминания. Третьим видом является интероцептивная экспозиция — столкновение пациента с дискомфортными физиологическими ощущениями, такими как учащённое сердцебиение или одышка. В основном используется при паническом расстройстве и ПТСР. Все три вида могут использоваться как по отдельности, так и в любых комбинациях.